# Castell de Sunyer
El Castell de Sunyer és un edifici de Sunyer (Segrià) declarat bé cultural d'interès nacional.

## Història
El castell de Sunyer apareix documentat per primera vegada l'any 1218, quan Ramon de Cervera va vendre la senyoria a Arnau de Sanaüja pel preu de 1 800 morabatins. El darrer senyor d'aquest llinatge, Pere de Sanaüja, testà el 1342 i els seus marmessors traspassaren el domini jurisdiccional de Sunyer a Pere Sescomes, nebot del bisbe Arnau Sescomes pel preu de 5 000 sous. El 1358, Pere Sescomes cedí els pobles de Sunyer, Vinfaró, Alcanó i Alfés al seu fill Joan Sescomes àlies de Borriac. Segons el fogatjament de 1365-70, Sunyer tenia 34 focs i n'era senyor Joan de Borriac, ciutadà de Lleida. A la segona meitat del segle xv consta que Sunyer era del capítol de Lleida, el qual mantingué la senyoria fins a l'abolició dels senyorius jurisdiccionals al segle xix.

## Arquitectura
Les ruïnes del castell es troben en un tossal al nord-oest del poble de Sunyer. Actualment, en aquest tossal es troben dos grans dipòsits d'aigua potable per a accedir als quals s'ha construït una pista fins al planell del cim. No obstant això, en la part oriental del planell es conserven les restes d'una construcció rectangular amb una possible torre, també rectangular, al seu costat meridional. Tota l'estructura conservada correspon al mur perimetral que defensava la fortalesa, de la qual no hi ha cap testimoni visible. Segurament serví de pedrera per bastir les cases del poble a partir del segle xix.

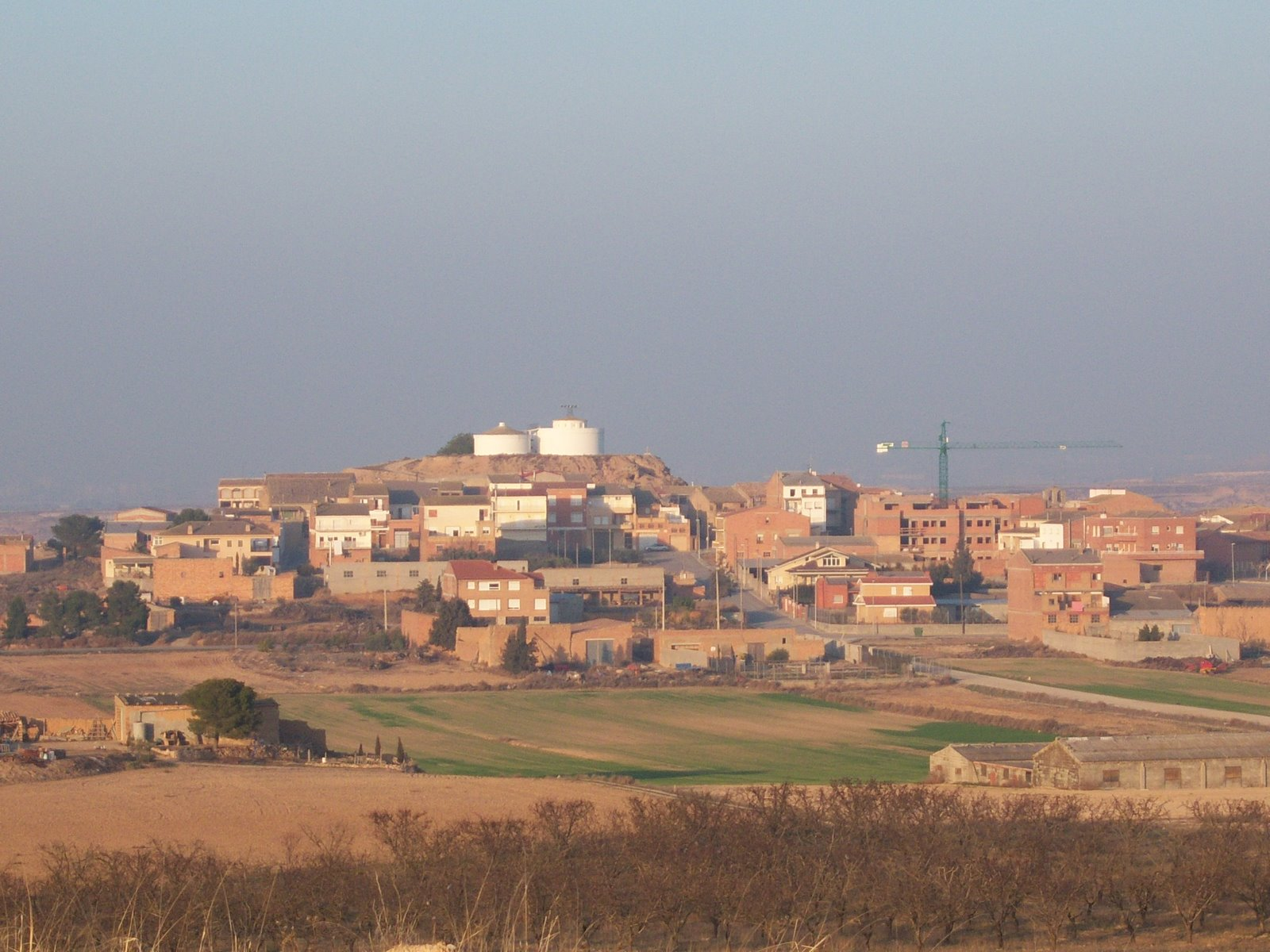
Sunyer. Al punt més alt, els dipòsits d'aigua situats en el tossal on s'alçava el castell

L'espoliació també va afectar la part exterior de les parets conservades les quals solament mostren les capes de morter i maçoneria que arriben als 2 m d'alçada al llenç de migjorn però sense superar mai la superfície del cim del tossal. El mur est, amb una longitud de 21 m, és el més llarg i té la peculiaritat d'haver conservat quatre filades de carreus rectangulars a la part inferior del mig, les quals tapaven una esquerda de la roca de gres que serví de fonament a la fortalesa. Just a sota hi ha una de les tres entrades a la galeria subterrània excavada com a refugi durant la Guerra Civil Espanyola.
En una terrassa del pendent occidental hi ha una sitja que conserva la tapa circular amb orifici central i fa més de 2 m de fondària. Rodrigo Pita Mercé, l'any 1955, reconèixer l'existència de les restes que, per la ceràmica localitzada, va atribuir a època islàmica. Sense descartar la fortalesa islàmica bastida en un tossal tan estratègic, cal recordar que el castell va perdurar, com demostren les ceràmiques grises i el tipus d'estructura murada que correspondrien a una obra ja cristiana, no gaire allunyada del 1149, any de la conquesta de la zona.